# Фізичні методи аналізу
Фізичні методи аналізу (рос. физические методы анализа, англ. physical methods of analysis; нім. physikalische Analyseverfahren n) — сукупність методів якісного і кількісного аналізу речовин, що базується на вимірюванні фізичних характеристик, які зумовлюють хім. індивідуальність компонентів.

## Класифікація
Фізичні методи аналізу поділяють на три групи: спектроскопічні, ядерно-фізичні і радіохімічні.
- З спектроскопічних методів найпоширеніші атомно-адсорбційний, атомно-флуоресцентний та атомно-емісійний аналіз.

- З ядерно-фізичних методів найважливіше значення має радіоактиваційний аналіз. Застосовується рентгенографічний фазовий аналіз,

спектроскопія (молекулярна спектроскопія, мас-спектроскопія), рентгенографія, рентгеноспектральний, рентгеноструктурний, радіографічний, радіохімічний, ядерно-фізичний, та ін. аналізи, а також ядерний магнітний резонанс (ЯМР), ядерно-геофізичні методи, ЕПР.
- До радіохімічних методів належать методи ізотопного розведення.